# Twistor-Raum
Der Twistor-Raum ist in der Twistor-Theorie, einem Ansatz der Quantengravitation zur Kombination der Quantenfeldtheorie und Gravitation, eine Eigenbezeichnung für den dritten komplexen projektiven Raum {\displaystyle \mathbb {C} P^{3}}. Dieser taucht in mehrfacher Hinsicht in der Twistor-Theorie auf, etwa als Raum der metrik- und orientierungserhaltenden Isomorphismen zwischen dem euklidischen Raum {\displaystyle \mathbb {R} ^{4}} und dem komplexen Raum {\displaystyle \mathbb {C} ^{2}}, als Raum der Lösungen der Twistor-Gleichung sowie als Totalraum der Twistor-Faserung (auch Calabi-Penrose-Faserung). Über dem Twistor-Raum als Basisraum lässt sich zudem die sechsdimensionale holomorphe Chern-Simons-Theorie auf die vierdimensionale Chern-Simons-Theorie reduzieren. Zuerst betrachtet wurde der Twistor-Raum im Rahmen der Twistor-Theorie von Roger Penrose und Malcolm MacCallum in den 1960ern. Andrew Hodges beschrieb im Jahr 2010, wie der Twistor-Raum zur Beschreibung der Propagation von Photonen und der Asymmetrie der schwachen Wechselwirkung benutzt werden kann.